# Valentina Shevchenko (esquiadora)
Valentina Yevhénivna Shevchenko –en ucraniano, Валентина Євгенівна Шевченко– (Hannivka, URSS, 2 de octubre de 1975) es una deportista ucraniana que compitió en esquí de fondo.
Ganó una medalla de bronce en el Campeonato Mundial de Esquí Nórdico de 2009, en la prueba de 30 km. Participó en cinco Juegos Olímpicos de Invierno, entre los años 1998 y 2014, ocupando el quinto lugar en Salt Lake City 2002 (30 km) y el octavo en Turín 2006 (relevos).

## Palmarés internacional
| Campeonato Mundial | Campeonato Mundial        | Campeonato Mundial | Campeonato Mundial |
| Año                | Lugar                     | Medalla            | Prueba             |
| ------------------ | ------------------------- | ------------------ | ------------------ |
| 2009               | Liberec (República Checa) | Medalla de bronce  | 30 km              |